# Rafael Mósca
Rafael Motta Bacêlo Mósca (Rio de Janeiro, 13 de maio de 1982) é um ex-nadador brasileiro, que participou de uma edição dos Jogos Olímpicos pelo Brasil.
Atualmente, trabalha na área de comunicação, em sua própria empresa.

## Trajetória esportiva
Como a mãe de Rafael era asmática, e para evitar problemas respiratórios, todos os filhos foram obrigados a nadar até os 15 anos. Rafael iniciou na natação aos dois meses, no Clube Monte Líbano, mas chorava muito e o professor mandou-o voltar quando tivesse dois anos. Nadou até os 10 anos e, diante da certeza de que não tinha problemas de saúde, parou de nadar; aos 12, voltou para a escolinha de natação, dessa vez no Clube de Regatas do Flamengo. Dois meses depois já fazia parte da seleção petiz e, no final do ano, foi campeão carioca de sua categoria. Aos 18 anos, começou a faculdade de comunicação social e pagou o curso nadando pela faculdade.
Aos 19 anos de idade, quebrou a hegemonia de dez anos de Gustavo Borges nos 200 metros livre, no Troféu José Finkel de 2002 (Campeonato Brasileiro de Piscina Curta).
Participou do Campeonato Pan-Pacífico de Natação de 2002 em Yokohama, terminando em quarto lugar nos 4x100 metros livre, quinto lugar nos 4x200 metros livre, e 14º nos 200 metros livre.
No Campeonato Mundial de Esportes Aquáticos de 2003, ficou em nono lugar nos 4x200 metros livre e e 33.º lugar nos 200 metros livre.
Conquistou a medalha de prata nos Jogos Pan-Americanos de 2003 em Santo Domingo, no revezamento 4x200 metros nado livre, junto com Carlos Jayme, Gustavo Borges e Rodrigo Castro, e terminou em sétimo lugar nos 200 metros livre.
Nas Olimpíadas de 2004 em Atenas, terminou em nono lugar nos 4x200 metros livre, junto com Bruno Bonfim, Carlos Jayme e Rodrigo Castro, quebrando o recorde sul-americano com o tempo de 7m22s70.
No Campeonato Mundial de Natação em Piscina Curta de 2004 em Indianápolis, ganhou a medalha de bronze no revezamento 4x200 metros livre, junto com Rodrigo Castro, Thiago Pereira e Lucas Salatta, quebrando o recorde sul-americano com o tempo de 7m06s64, e terminou em 19.º nos 200 metros livre.
Em 2005 transferiu-se para o Esporte Clube Pinheiros, mas voltou ao Flamengo depois de um ano. Devido a uma lesão na coluna, já não apresentava bons resultados, o que o levou ao encerramento da carreira de nadador.